# Diomma zacka
Diomma zacka är en insektsart som beskrevs av Irena Dworakowska 1981. Diomma zacka ingår i släktet Diomma och familjen dvärgstritar.
Artens utbredningsområde är Nigeria. Inga underarter finns listade i Catalogue of Life.